# William Melton (théologien)
William Melton (mort en 1528) est un prêtre anglais qui occupe le poste de chancelier de la Cathédrale d'York.

## Biographie
Melton est né dans le Yorkshire et fait ses études à Cambridge, où il obtient un MA en 1479, un BD en 1490 et un DD en 1496. De 1485 à 1495, il est membre de Michaelhouse, Cambridge<.
Le 13 janvier 1496, Melton devient chancelier de l'église d'York. Il meurt fin 1528 et son testament est daté du 28 août de la même année, d'Acklam, Yorkshire. Il est censé avoir été enterré soit là-bas, soit dans la cathédrale d'York. Il est célèbre comme philosophe, théologien et prédicateur.
Melton est l'auteur d'un Sermo Exhortatorius, publié par Wynkyn de Worde en 1494.

## Influence
À Cambridge, Melton est le tuteur de son compatriote du Yorkshire, John Fisher. Il est une figure importante du groupe humaniste réformateur de Cambridge, comprenant également John Colet, Ralph Collingwood et John Constable.
William Melton semble avoir exercé une forte influence et émerge de la recherche actuelle non seulement comme un homme d'Église à l'esprit pastoral, mais comme le représentant d'une ouverture à l'érudition humaniste à Cambridge insoupçonnée jusqu'à présent.
Si l'encouragement de Fisher à l'apprentissage à Cambridge repose principalement sur les ressources matérielles de Lady Margaret, sur le plan intellectuel, il doit beaucoup à son maître, William Melton de Michaelhouse, dont Fisher devient membre en 1491. Son influence formatrice est évoquée par Fisher dans la préface de son De Veritate Corporis.